# Dunai Imre (karikaturista)
Dunai Imre (Pestszenterzsébet, 1948. július 15. –) magyar karikaturista, grafikus, könyvillusztrátor.

## Életpályája
1966-ban érettségizett, majd nyomdaipari formakészítő lett. 1968-tól a Kossuth Nyomdában, 1980 és 1985 között a nyomdászszakszervezetben dolgozott. 1967-től jelentek meg karikatúrái (Magyar Ifjúság, Ifjúsági Magazin, Népszabadság). Kezdetben külsősként a Ludas Matyi is foglalkoztatta, 1985-től belső munkatársa lett a lapnak. 1971-ben alapító tagja volt a Fiatal Karikaturisták Klubjának. 1989-től a Garabonciás Könyvkiadó művészet vezetője. Több mint száz könyvet illusztrált (Garabonciás, Móra és Népszava kiadó). Készített CD-borítót. 1990-től az Új Ludas, 1991-től a Ludas Matyi külsős rajzolója. 1994-től szabadúszó grafikus. Szignója: Dunai.

## Fontosabb könyvei
- Ép testben (1979)
- Erről jobb nem beszélni - Karikatúra album (Többekkel, 1981)
- Ludas Matyi Évkönyv (1985)
- Furcsaságok szárazon és vízen (1986)
- Sábeszgyertyák mellett (1989)
- Senki többet (2000)

## Publikációiból
- Zalai Hírlap
- Új Néplap
- Petőfi Népe
- A Hírlap
- Pest Veréb
- Új Borsszem Jankó
- Darázs
- Év Vége
- Hócipő
- Új Tükör
- Kacagó Viccújság
- Népszava
- Pest Vicc
- LMLM

## Kiállításai
- Guttenberg Művelődési Otthon (Budapest, 1977)
- Magyar Intézet (Varsó, 1978)
- Magyar Kulturális Intézet )Berlin, 1978)
- Hammel Galerié (Nyugat-Berlin, 1978)
- Stúdió Galéria (Budapest, 1980, 1981)
- Rideg Sándor Művelődési Ház (Budapest, 1982)
- Csokonai Művelődési Ház (Budapest, 1983)
- Gábor Andor Galéria (Budapest, 1983)
- Nissan Galéria (Budapest, 1997)

## Díjai
- Sci Fi bienalle, - Marostica (Olaszország) 1976. I. díj
- Nemzetközi Karikatúra Szalon, - Knokke Heist (Belgium) 1976. III. díj
- I. Karikatúra Biennálé, - Nyíregyháza, 1983. I. díj
- Karikatórium - Budapest, 1996. I. díj
- Nemzetközi Fekete Humor Festivál - Bukarest, 1997. I. díj
- Magyarország és Európai Unió pályázat - Budapest, 1998. III. díj
- III. Magyar Karikatúra művészeti fesztivál - Budapest. 1999. III. díj